# Glockengießerei Schilling (Heidelberg)

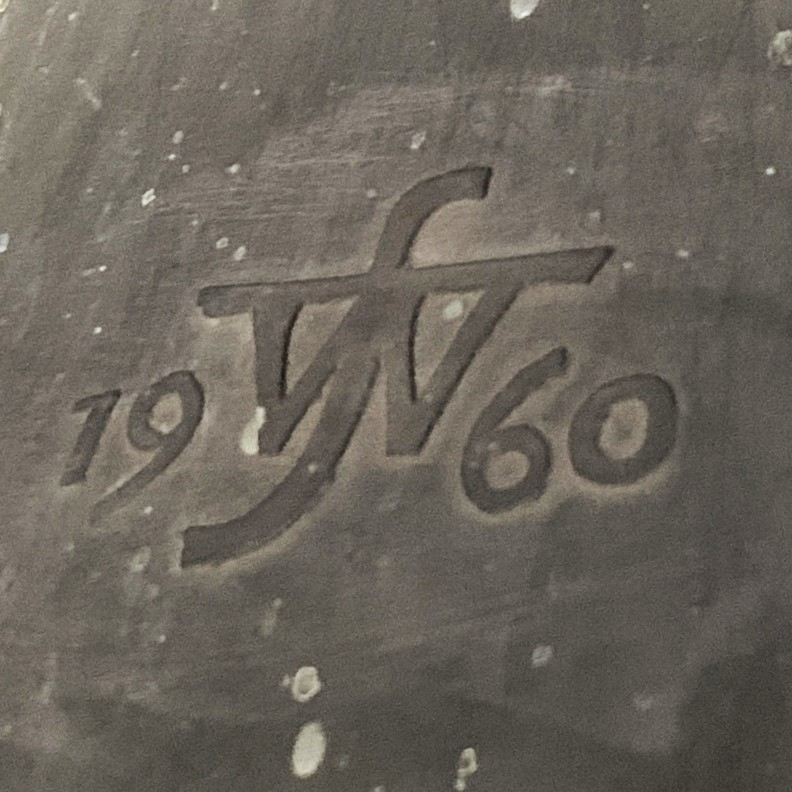
Gießerzeichen von F.W. Schilling auf der Nikolaus-Glocke in St. Martin (Lorch)

Die Heidelberger Glockengießerei von Friedrich Wilhelm Schilling war eine bekannte Glockengießerei im Stadtteil Bergheim. Sie bestand von 1949 bis 1971 und unter anderer Firmierung weiter bis 1982. Von 1982 bis 1999 lag das Gelände brach, schließlich wurde die Gießerei im Jahr 1999 abgerissen und durch Wohngebäude überbaut. Berühmte Glocken der Gießerei Schilling erklingen in den Kathedralen von Fulda, Hildesheim, Würzburg sowie den Münstern von Freiburg und Konstanz oder auch in Hannover. Bekannt war sie auch für die Herstellung von Carillons (Glockenspiele) für profane Zwecke (Frankfurt/M, Hannover, Heidelberg).

## Firmengeschichte
Die Glockengießerei wurde 1949 von dem Glockengießer Friedrich Wilhelm Schilling aus der Glockengießerfamilie Schilling in der Nachkriegszeit in Heidelberg gegründet und bis zu seinem Tod 1971 von ihm geführt. Die Besonderheit vieler seiner Glocken war die Gestaltung nach der nach ihm genannten Schillingschen Rippe.
Die Gießerei bestand, gegen Schillings Wunsch nach seinem Tod noch als Heidelberger Glockengießerei als Teil in einer Firmenfusion weiter. Geleitet wurde sie nach Schillings Ableben von Karl Stumpf, der im Jahr 1950 sein Berufsleben als Glockengießer bei der Gießerei Bachert in Karlsruhe begonnen hatte. Er fusionierte 1982 die Heidelberger Glockengießerei mit der Karlsruher Glocken- und Kunstgießerei und der Sitz wurde nach Karlsruhe verlegt. Karl Stumpf goss seine Glocken in einer von ihm rekonstruierten Schillingschen Rippe.

## Liste der Glocken
(unvollständig)
- davor - vergleiche die Liste dort
- St.-Dionysius-Kirche (Adensen), zwei Glocken 1977 (f1, as1)
- Herz-Jesu-Kirche (Baden-Baden), eine Glocke 1982 (e1), zu zwei Glocken von F.W. Schilling (1960).
- St. Michael (Billigheim), fünf Glocken 1973 (es1, f1, ges1, b1, des2), zu einer (es1) von Grüninger, Villingen (1927).
- St. Petri (Buxtehude), drei Glocken 1973 (d1, g1, a1)
- St. Servatius (Duderstadt), eine Glocke 1975 (f2), zu fünf Glocken von F.W. Schilling (1957).
- Dom zu Eichstätt, insgesamt sechs Glocken, fünf 1975 (d1, g1, c2, d2, e2), eine 1976 (a0), zu zwei historischen Glocken (c1, e1) und einer (h1) von F. W. Schilling (1967).
- Maria Hilf (Greding), zwei Glocken 1972 (a1, c2), zu einer (d2) von Oberascher (1908)
- St. Andreas (Greding), drei Glocken 1971 (g1, b1, c2), eines der ersten Geläute, welches in Heidelberg von Karl Stumpf gegossen wurde.
- Hauptkirche Sankt Michaelis (Hamburg), zwei Uhrglocken 1974 (c1, e1)
- St. Stephan (Hamburg-Wandsbek), drei Glocken 1977 (fis1, a1, h1)
- Hl. Geist (Heideck), zwei Glocken 1977 (b1, des2), zu einer (ges1) von 1892.
- St. Georg (Heideck), eine Glocke 1972 (d2), zu zwei historischen Glocken (c2, e2).
- Jesuitenkirche (Heidelberg), zwei Glocken 1980 (es2, f2), zu einer (b0) von 1874 und sieben Glocken von F. W. Schilling (1959).
- St. Michaelis (Hof), zwei Glocken 1978 (e1, fis1), zu zwei historischen Glocken (cis1, a1)
- St. Martini (Jühnde), drei Glocken 1977 (fis1, h1, cis2)
- Heilige Dreieinigkeit (Kämpfelbach-Bilfingen), insgesamt fünf Glocken, drei 1975 (cis1, e1, gis1), zwei 1976 (h1, cis2)
- St. Jakobus (Lauda), eine Glocke 1977 (h2), zu zwei historischen Glocken (dis1, fis1) und vier Glocken von F. W. Schilling (gis, h1, cis2, dis2) aus den 1950er Jahren.
- Christ König (Ludwigshafen-Oggersheim), insgesamt vier Glocken, drei 1978 (es1, g1, b1), eine 1979 (f1)
- St. Johannes Evangelist (Mainz), vier Glocken 1980 (e1, g1, a1, h1)
- Trinitatiskirche (Mannheim), drei Glocken 1980 (b0, as1, c2), zu zwei Glocken (f1, b1) von der Karlsruher Glocken- und Kunstgießerei (1958).
- Stadtkirche zu unserer lieben Frau (Merkendorf), drei Glocken 1975 (des1, des2, es2), zu einer historischen (f1) von 1710, einer (as1) von F.W. Schilling (1949) und einer (b1) von Gebhard (1950).
- St. Nikolaus (Mitteleschenbach), vier Glocken 1976 (e1, g1, a1, h1)
- Pfarrkirche Heilig Geist (Nürnberg-Fischbach), fünf Glocken 1980 (d1, f1, g1, a1, c2)
- St. Johannes (Neumarkt in der Oberpfalz), vier Glocken 1971 (f1, a1, c2, d2), zu drei historischen Glocken (d1, g1, e2)
- Kath. Marienkirche (Schutterwald-Langhurst), drei Glocken 1974 (g, b1, c2)
- Heiligste Dreifaltigkeit (Schwanstetten), vier Glocken 1978 (e1, g1, a1, c2)
- St. Maria (Schwetzingen), insgesamt sechs Glocken, fünf 1973 (gis1, ais1, h1, cis2, dis2), eine 1974 (fis2)
- St. Elisabeth (Sengenthal), drei Glocken 1977 (h1, d2, e2)
- St. Johannes (Speyer), zwei Glocken 1982 (des1, es1). 1985 kamen drei Glocken dazu, diese entstanden 1985 bereits in Karlsruhe (f1, as1, des2).
- St. Otto (Speyer), eine Glocke 1980 (es1), zu drei Glocken von F.W. Schilling 1967 (g1, b1, c2).
- St. Wilhadi (Stade), eine Glocke 1978 (d1), zu zwei vorhandenen Glocken (c1, e1)
- Straßburger Münster, insgesamt sechs Glocken, eine 1975 (des1), fünf 1977 (b0, f1, as1, b1, c2), zu fünf historischen Glocken (as0, h0, c1, ges1, b1, ces1).
- St. Albertus Magnus (Stein), zwei Glocken 1981 (a1, c2), zu zwei vorhandenen Glocken (d2, f2)
- St.-Victor-Kirche (Victorbur), zwei Glocken 1973 (e1, fis1), zu einer (c2), gegossen um 1425.